# بدون گذاشتن نشانی
بدون گذاشتن نشانی (فرانسوی: ...Sans laisser d'adresse‎) فیلمی به کارگردانی ژان-پل لو شانوا است که در سال ۱۹۵۱ منتشر شد. این فیلم در اولین دوره جشنواره فیلم برلین، برنده خرس طلایی برای بهترین فیلم کمدی شده‌است.

## بازیگران
- برنار بلیه
- آنی ژیراردو
- ژرار آوری
- ژان-پل لو شانوا
- ژولیت گرکو
- لوئی دوفونس
- میشل پیکولی
- سیمون سینیوره
- پل فور
- پی‌یر موندی
- کولت رژیس